# 沪太长途汽车
沪太长途汽车股份有限公司簡稱沪太长途汽车公司、沪太公司，是中華民國大陸時期以及中華人民共和國初期在江蘇省寶山縣、太仓县等地经营途徑滬太路的長途客運以及其他客运业务的長途汽車公司，也是滬太路的開發商和江苏省第一家商办长途汽车公司。

## 歷史
1920年12月，太仓旅沪工商人士洪伯言等召集太仓旅沪同乡会于上海邑庙萃秀堂开会，议定集股筹建沪太长途汽车公司，並兴筑沪太路。1921年5月，沪太长途汽车股份有限公司董事会成立，唐文治出任董事长。5月15日，沪太长途汽车股份有限公司正式成立。1921年9月，滬太路开始筑路。沪太路全程37.25千米，其中宝山县境33.89千米，太仓县境3.36千米。1922年3月，滬太路建成。沪太公司在滬太路沿线设彭浦、大场、唐桥、顾家宅、刘行、罗店、潘家桥、霜草墩、浏河等站，行车时间约1小时20分。沪太公司成立時擁有硬胎大客车6辆和小客车1辆，员工70人。
1924年，江浙戰爭爆發。盧永祥軍隊在沪太路設置防线，並在浏河與齊燮元軍隊對峙，沪太公司车辆都被盧永祥軍隊强占。后盧永祥軍隊败退，战争结束，沪太路路面遭受严重毁坏。沪太公司在沿路设置的车站被毁，车辆受損，尚可使用的車輛又被齊燮元軍隊佔有。後來沪太公司通過借錢重新修路建站，购置车辆。1925年春，滬太公司复业通车。1929年，沪太长途汽车公司开辟嘉定至罗店的支线。3年后开辟了刘行至宝山、吴淞的支线，吴淞与宝山至月浦、杨行的支线。1932年，一二八事件爆发，沪太长途汽车公司调派十多辆客车支援國民革命軍第十九路军，結果在作战中被毁。战事结束，十九路军军部发给奖状，并将上海各界捐赠的10辆卡车转赠滬太公司。同年9月，滬太公司增开宝山县杨行一刘行线客运。1934年，沪太长途汽车公司拥有客车40多辆，经营5条客运线路，员工176人。
1937年淞滬會戰爆發，国民政府令沪太长途汽车公司将全部客车开往嘉定、罗店、浏河等地运军队到吴淞一带防守，結果沪太长途汽车公司的车辆、站房等被炮火击毁，人员逃散各自谋生。中國抗日戰爭結束后，沪太长途汽车公司董事长唐文治、总经理朱恺涛、经理吴仲斋等接收原经营路线，恢复客运。1946年11月，又增开浏浮线、浏沙线客运，租用20辆客车营业。當時公司有员工160多人。後來受1948年中国通货膨胀影響，滬太公司再次陷入困境。1949年5月12日，中國人民解放軍攻佔寶山，6月，沪太长途汽车公司恢复出车，但此時董事会因公司入不敷出而申请歇业。1952年6月20日起，沪太长途汽车公司正式歇业，公司由苏南汽车运输公司上海分公司接收经营。